# Szobiszowice (Czechy)
Szobiszowice (polski egzonim używany w 2012 przez KSNG: Sobiszowice, także Szebiszowice, cz. Soběšovice, niem. Schöbischowitz) – gmina w Czechach, w kraju morawsko-śląskim, w powiecie Frydek-Mistek, w historycznych granicach Śląska Cieszyńskiego.
Miejscowość położona jest na północno-wschodnim brzegu żermanickiego zbiornika wodnego naprzeciwko Łucyny.

## Historia
Miejscowość po raz pierwszy wzmiankowana została w łacińskim dokumencie Liber fundationis episcopatus Vratislaviensis (pol. Księga uposażeń biskupstwa wrocławskiego), spisanej za czasów biskupa Henryka z Wierzbna ok. 1305 w szeregu wsi zobowiązanych do płacenia dziesięciny biskupstwu we Wrocławiu, w postaci item apud Sobnonem (z możliwością odczytania item apud Sobisonem). Zapis ten (brak określenia liczby łanów, z których będzie płacony podatek) wskazuje, że wieś była w początkowej fazie powstawania (na tzw. surowym korzeniu), co wiąże się z przeprowadzaną pod koniec XIII wieku na terytorium późniejszego Górnego Śląska wielką akcją osadniczą (tzw. łanowo-czynszową). Wieś politycznie znajdowała się wówczas w granicach utworzonego w 1290 piastowskiego (polskiego) księstwa cieszyńskiego, będącego od 1327 lennem Królestwa Czech, a od 1526 roku w wyniku objęcia tronu czeskiego przez Habsburgów wraz z regionem aż do 1918 roku w monarchii Habsburgów (potocznie Austrii).
Miejscową parafię katolicką pw. Błogosławionej Marii Dziewicy założono jeszcze w XIV lub w pierwszej połowie XV wieku. Została wymieniona w spisie świętopietrza sporządzonym przez archidiakona opolskiego Mikołaja Wolffa w 1447 pośród innych parafii archiprezbiteratu (dekanatu) w Cieszynie pod nazwą Sobieschowicz. Na podstawie wysokości opłaty w owym sprawozdaniu liczbę ówczesnych parafian (we wszystkich podległych wioskach) oszacowano na 45. W okresie Reformacji kościół został przejęty przez ewangelików. 25 marca 1654 został im odebrany przez specjalną komisję. Parafia katolicka nie została po tym wznowiona.
Według austriackiego spisu ludności z 1900 w 174 budynkach w Szobiszowicach na obszarze 744 hektarów mieszkało 918 osób, co dawało gęstość zaludnienia równą 123,4 os./km². z tego 886 (96,5%) mieszkańców było katolikami, 30 (3,3%) ewangelikami a 2 (0,2%) żydami, 901 (98,1%) było czesko- 17 (1,9%) polskojęzycznymi. Do 1910 roku liczba mieszkańców spadła do 863, z czego 772 (89,4%) było czesko- a 91 (10,5%) polskojęzycznymi, a w podziale wyznaniowym 817 (94,7%) było katolikami a 46 (5,3%) ewangelikami. W Szobiszowicach urodził się Henryk Nitra (1891–1948), malarz i rzeźbiarz.